# Phantom (spelkonsol)
Phantom var en konsol som skulle kunna spela datorspel som laddas ner via Internet i stället för att lagras på skivor eller spelkassett. Utvecklingen av konsolen skulle ske hos Infinium Labs. 2006 utannonserades det att konsolen inte skulle bli av, det blev ett tangentbord istället.